# Rotgesichtkolibri
Der Rotgesichtkolibri (Goldmania bella, Syn, Goethalsia bella), manchmal auch Rotwangenkolibri genannt, ist eine Vogelart aus der Familie der Kolibris (Trochilidae). Die Art hat ein kleines Verbreitungsareal im Grenzgebiet von Panama und Kolumbien. Der Bestand wird von der IUCN als potenziell gefährdet (near threatened) eingeschätzt.

## Merkmale
Der Rotgesichtkolibri erreicht eine Körperlänge von etwa 8,9 Zentimetern. Der gerade Schnabel wird ca. 13 Millimeter lang. Der Scheitel sowie die unteren Wangen des Männchens sind kastanienbraun. Der Rest der Oberseite ist metallgrün. Die Unterseite ist überwiegend glänzend grün mit zimtfarbenen Elementen am Kinn sowie den Seiten. Die zurück gebogenen weißen Federn der Unterschwanzdecken zieren steife Büschel. Der Schwanz ist gelbbraun mit schwarzen Flecken. Die zentralen Steuerfeder sind grün. Ein weiter zimtfarbener Streifen durchzieht den Ansatz der inneren Armschwingen. Die Oberseite des Weibchens ist grün. Zwischen Schnabel und Augen befindet sich ein kastanienfarbener Scheitel. Die Unterseite ist blass zimtfarben und wird Richtung Brust weiß. Das übrige Gefieder ist ähnlich wie beim Männchen.

## Habitat und Verbreitung

Verbreitungsgebiet des Rotgesichtkolibris

Über den Lebensraum des Kolibris ist wenig bekannt. Meist wird er in feuchten, bewaldeten Gebirgsausläufern in Höhen zwischen 600 und 1650 Metern beobachtet. In Tiefebenen ist er selten anzutreffen. In Panama kommt er im Osten Dariéns vor, so an den Bergen Sapo und Pirre. In Kolumbien ist er im Departamento del Chocó auf den Höhenzügen des Alto de Nique nahe dem Río Salaquí beheimatet.

## Verhalten
Der Vogel ist eher ein Einzelgänger. Oft sieht man ihn an den Nektarblüten von Büschen und kleineren Bäumen im Waldinneren. In höheren Lagen wird er meist von den zahlreich vorkommenden Kupferglanz-Höschenkolibri (Haplophaedia aureliae) verfolgt und gescheucht.

## Unterarten
Es ist bisher keine Unterart des Rotgesichtkolibris bekannt. Die Art gilt deshalb als monotypisch. Der englische Name Rufous-cheeked Hummingbird wird vom South American Classification Committee (SACC) abgelehnt.

## Etymologie und Forschungsgeschichte
Die Erstbeschreibung der Rotgesichtkolibri erfolgte 1912 durch Edward William Nelson unter dem Namen Goethalsia bella. Das Typusexemplar wurde am 16. März 1912 von Edward Alphonso Goldman bei Santa Cruz de Cana gesammelt. Im Jahr 1911 führte Nelson bereits die neue Gattung Goldmania ein. Dieses Wort ist dem Sammler des Typusexemplars gewidmet. Der Artname »bella« ist lateinisch für »schön, bezaubernd«.
Das Wort »Goethalsia« ehrt den Leiter der Kommission zum Bau des Panamakanals George Washington Goethals wird aber heute als Synonym betrachtet.